# 伊達宗賢
伊達 宗賢（だて むねやす）は、江戸時代後期の陸奥国仙台藩一門・宮床伊達家9代当主。通称は勝三郎、六郎。知行8000石。

## 経歴
宮床伊達家8代当主・伊達宗規の子として誕生。元服時に仙台藩主・伊達斉宗より偏諱を賜って宗賢と名乗る。
当主として養蚕の振興や自ら茶園を経営するなどの施策をした。漢詩の名人として「島津の三郎（島津久光）、伊達の六郎」と言われるほど、朝廷にも名の知られた存在であったと言う。気性は廉直であったと伝わる。
元治元年（1864年）、死去。家督は子・邦孚が継いだ。